# Jóngerð Purkhús
Jóngerð Jensina Purkhús  (* 22. Januar 1937 in Klaksvík) ist eine färöische Politikwissenschaftlerin und ehemalige Politikerin der linksrepublikanischen Partei Tjóðveldi. Sie war von 1985 bis 1989 Ministerin für Finanzen, Wirtschaft und Umwelt, sowie von 1989 bis 1991 Ministerin für Wirtschaft, Verkehr und Nordische Angelegenheiten ihres Landes.
Darüber hinaus war sie die erste Frau, die einen Ministerposten in einer färöischen Landesregierung übernahm.

## Herkunft, Ausbildung und Beruf
Jóngerð Purkhús stammt aus Klaksvík und wuchs in einer aus Fischern und Arbeitern bestehenden Umgebung auf. Ihre Eltern waren Elsa Johanna (geb. Hansen) und Jákup Pauli Purkhús. Ihr Vater, der Fischer von Beruf war, hatte sich politisch in der sozialistisch ausgerichteten republikanischen Partei Tjóðveldisflokkurin engagiert.
Nach Beendigung der Schule im Jahr 1953 arbeitete Jóngerð Purkhús zunächst sieben Jahre als ungelernte Kraft in Klaksvík. Mit 23 Jahren ging sie dann 1960 nach Kopenhagen, wo sie ein Abendgymnasium besuchte und tagsüber mit verschiedenen Tätigkeiten ihren Lebensunterhalt verdiente. 1963 schloss sie erfolgreich das Abendgymnasium ab und studierte anschließend Politikwissenschaft an der Universität Kopenhagen. Neun Jahre später schloss sie das Studium als  cand. polit. ab und war damit die erste färöische Frau, die diesen akademischen Titel trug. Nachdem sie drei Jahre in Kopenhagen gearbeitet hatte, ging sie nach 15-jährigen Aufenthalt in Dänemark zusammen mit ihrem Mann Niels á Velbastað, den sie 1970 geheiratet hatte, zurück auf die Färöer. Dort arbeitete sie bei der Landesregierung und organisierte die Übernahme des Postwesen mit, das bis dahin noch von Dänemark verwaltet wurde. Anschließend war sie bis 1978 Leiterin beim neugegründeten Postverk Føroya. Sie arbeitete dann bis 1985 bei der Landesregierung, wo sie sich mit Finanzfragen beschäftigte.

### Politik
Das politische Engagement von Jóngerð Purkhús im linksrepublikanischen Tjóðveldisflokkurin mit seinem ausgeprägten Unabhängigkeitsstreben und dem Wunsch nach Loslösung von Dänemark rührte zum einen von ihrem Elternhaus her, zum anderen war sie in ihrer Jugend Zeuge des sogenannten Klaksvík-Aufstandes in der ersten Hälfte der 1950er Jahre geworden, der sie politisch nachhaltig beeinflusste. 1978 kandidierte sie erstmals für das Løgting, allerdings ohne Erfolg. Sie wurde dann Anfang 1985 in die Landesregierung Atli Dam IV berufen und war von Januar 1985 bis April 1988 Ministerin für Finanzen, Wirtschaft und Umwelt. Sie übernahm die gleichen Ministerämter von April 1988 bis Januar 1989 in der nachfolgenden Landesregierung Atli Dam V. Im November 1988 gelang ihr bei den Parlamentswahlen auch der Einzug als gewählte Abgeordnete ins Løgting. Nach dem Ende der Regierung Atli Dam V im Januar 1989 saß sie bis Mitte 1989 als Abgeordnete im Parlament. Im Juni 1989 erhielt sie in der neugebildeten Landesregierung Jógvan Sundstein II erneut einen Ministerposten, diesmal für Wirtschaft, Verkehr und Nordische Angelegenheiten. Die Regierungskoalition hielt bis Januar 1991. Nach ihrem Ausscheiden als Ministerin blieb sie noch einige Zeit im Vorstand ihrer Partei und zog sich dann 1993 endgültig aus der aktiven Politik zurück.
Jóngerð Purkhús lebt zusammen mit ihrem Mann in Velbastaður, wo sich das Ehepaar 1976 niederließ.